# Șuici
Şuici é uma comuna romena localizada no distrito de Argeş, na região de Muntênia. A comuna possui uma área de 34.70 km² e sua população era de 2724 habitantes segundo o censo de 2007.